# Kosambi Barat
Kosambi Barat is een bestuurslaag in het regentschap Tangerang van de provincie Banten, Indonesië. Kosambi Barat telt 5891 inwoners (volkstelling 2010).